# Марк Блауг
Марк Блауг (англ. Mark Blaug) (нар. 3 квітня 1927, Гаага, помер 18 листопада 2011) — американський і британський економіст голландського походження, відомий історик економічної думки.
У 1940 р. з батьками емігрував в США. Бакалавр (1950) Куїнс-колледжа, магістр (1952) і доктор філософії (1955) Колумбійського університету. Викладав в Єльському і Лондонському університетах (з 1963), університеті Еразмуса (Роттердам). Входив в редакційну раду журналу THESIS.
У 1958 році Марк Блауг видав свою першу монографію «Рікардіанська економічна теорія: історичне вивчення», а в 1962 р. — фундаментальну працю «Економічна думка у ретроспективі» (четверте видання — 1984). Ця праця була видана італійською, німецькою, португальською, японською, французькою, іспанською та російською мовами, завдяки чому Марк Блауг став всесвітньо відомим.
У 1960—70-ті рр. Блауг займався дослідженнями проблем економіки освіти та видав низку праць у цій галузі, зокрема: «Причини безробіття випускників у Індії» (1961), «Вступ до економіки освіти» (1970), «Освіта і проблема безробіття в країнах, що розвиваються» (1973), «Практика прогнозування робочої сили» (1973) та ін. З середини 1970-х рр. значну увагу вчений приділив дослідженню економічної теорії та її методології. У цієї сфері виділяються праці «Кембриджська революція: успіх чи невдача?» (1974), «Методологія економічної теорії» (1980, друге видання — 1992).
Блауг відомий дослідженнями проблем історико-економічних наук. Є автором двох біографічних словників, присвячених економістам минулого і сьогодення: «Великі економісти після Кейнса» (1985) і «Великі економісти до Кейнса» (1986).

## Обрані цитати
«Кембриджські теорії вартості та розподілу самі страждають на ту саму хворобу, яку вони сподіваються вилікувати: крім риторики, вони глибоко заражені статичним, рівноважним аналізом максимізації економічних агентів, які діють з повною інформацією у світі досконалої визначеності, як у ортодоксальній економіці, яку вони засуджують. ... Якщо з неокласичною економікою щось не так — а це цілком можливо, — то кембриджські теорії поділяють усі її слабкі сторони і практично не мають жодної з її сильних сторін». (Blaug, 1974, p. 3, 69)
«Довгоочікуваний підручник Джоан Робінсон з «сучасної економіки» чудово ілюструє типове ставлення кембриджських економістів до мікроекономіки. Вся традиційна теорія цін викладена в одному розділі... [деякі] ціни формуються шляхом звичайної надбавки до собівартості, причому рівень самої надбавки залишається непоясненим. За винятком цієї глави, книга має наполегливий макроекономічний підхід... Вражаючим упущенням у книзі є будь-яка згадка про тісно пов'язані концепції зовнішніх ефектів та суспільних благ, які більшість економістів сьогодні розглядають як основні складові «неспроможності ринку», що стала плідно застосовуватися... до проблем забруднення та заторів» (Blaug, 1974, p. 4). (Blaug, 1974, p. 71-2)
«Немає нічого складнішого, ніж перевернути всю дисципліну, попросивши себе відкинути її власну історію за останні 200 років». Blaug(1990, p. 205).
«Незважаючи на статті про соціалізм, соціалістичну економіку та ринковий соціалізм, а також біографічні статті про Оскара Ланге та Людвіга фон Мізеса, дебати про соціалістичні розрахунки, які мали вирішальне значення для відродження теорії загальної рівноваги та становлення сучасної економіки добробуту в 1930-х роках, у «Новому Палгрейві» не обговорюються докладно». Blaug (1990, p. 236).
«Історія економічної думки нестримна. Вона виживе, навіть якщо її заборонити... вона буде продовжуватися таємно в підпільних організаціях. Багато економістів принижують історію економіки як просто антикваріат, але насправді вони мають хибне уявлення про історію свого предмета. Зрештою, коли у когось з'являється нова ідея в економіці, коли комусь кортить започаткувати нову течію чи школу думки, що він чи вона робить насамперед? Звичайно ж, він риється на горищі минулих ідей, щоб створити відповідний родовід для нового напряму. ... Сміт, Рікардо, Маркс, Маршалл і Кейнс — всі вони зверталися до історії економіки, щоб показати, що у них були попередники і предтечі; навіть Мілтон Фрідман, коли розпочав монетаристську контрреволюцію проти Кейнса, не зміг втриматися від спокуси знову і знову цитувати Дейвіда Г'юма. Історію економічної думки не можна скасувати, і якби її вивчення було оголошено незаконним, її б вивчали в підвалах за зачиненими дверима». («Вступ» до Блауг, М. (ред.) (1991) «Історіографія економіки» (Олдершот: Едвард Елгар), с. x.)
«Сучасні австрійські економісти заходять так далеко, що припускають, що вальрасівський підхід до проблеми одночасної рівноваги на багатьох ринках є глухим кутом: якщо ми хочемо зрозуміти процес конкуренції, а не кінцевий стан рівноваги, що досягається конкуренцією, ми повинні почати з відкидання таких статичних міркувань, які передбачаються вальрасівською теорією загальної рівноваги. Я повільно і вкрай неохоче прийшов до думки, що вони [австрійські економісти] мають рацію, а ми всі помилялися» Марк Блауг (1991, p. 508)
«Ідея Ланге про те, що менеджери дотримуються правил ціноутворення на основі граничних витрат, тому що їм так наказано, в той час як центральне планування постійно змінює ціни як на товари виробників, так і на споживчі товари, щоб звести надлишковий попит до нуля, є настільки адміністративно наївною, що може викликати лише сміх. Тільки ті, хто сп'яніли від теорії досконалої конкуренції та статичної рівноваги, могли проковтнути таку нісенітницю. ... в усіх нещодавніх закликах до реформування радянських блокових економік ніхто ніколи не припускав, що Ланге мав до цього якесь відношення. І що ще більш іронічно, «ринковий соціалізм» Ланге за своєю суттю є соціалізмом без нічого, що можна було б назвати ринковими трансакціями». Марк Блауг (1993) Рецензія на книгу Девіда Р. Стіла «Від Маркса до Мізеса», в Economic Journal, 103(6), листопад, с. 1571.
«Сучасна економічна наука «хвора». Економіка все більше перетворюється на інтелектуальну гру, в яку грають заради неї самої, а не заради її практичних наслідків. Економісти поступово перетворили цей предмет на своєрідну соціальну математику, в якій аналітична строгість, як її розуміють на математичних факультетах, — це все, а емпірична релевантність (як її розуміють на факультетах фізики) ― ніщо. Якщо тема не піддається формальному моделюванню, її просто відправляють до інтелектуального підпілля. Взяти в руки журнал American Economic Review чи Economic Journal, не кажучи вже про Econometrica чи Review of Economic Studies, в наші дні ― це означає задатися питанням, чи не потрапила людина на дивну планету, на якій нудьга є свідомою метою професійної публікації. Сто років тому економіку засудили як «похмуру науку», але похмура наука вчорашнього дня була набагато менш похмурою, ніж снодійна схоластика сьогоднішнього дня». Блауг (1998, с. 12)

## Нагороди
- 1984 р. Блауг став іноземним лауреатом, нагородженим в Королівській академії мистецтв і науки Голландії.
- 1988 р. Блауг став видатним членом наукового товариства історії економіки.
- 1989 р. Блауг став обраним членом наукового товариства Британської академії.

## Основні праці
- «Економічна теорія у ретроспективі» (Economic Theory in Retrospect, 1962);
- «Методологія економічної науки, або Як економісти пояснюють» (The Methodology of Economics, or How Economists Explain, 1980);
- «Економіка освіти і освіта економістів» (Economics of Education and the Education of an Economist, 1987).
- Блауг М. 100 великих економістів до Кейнса. — Економічна школа, 2005. — С. 704. — ISBN 5-902402-11-5.
- Блауг М. 100 великих економістів після Кейнса. — Омега-Л, 2008. — С. 384. — ISBN 978-5-903816-03-3.

## Видання українською
- «Економічна теорія у ретроспективі». Пер. Іван Дзюб. — Київ: «Основи», 2001, 670 с.

## Персональний сайт
- https://markblaug.wordpress.com/ [Архівовано 11 квітня 2020 у Wayback Machine.]